# شنودة الثاني (بابا الإسكندرية)
شنودة الثاني بابا الكنيسة القبطية الأرثوذكسية بين عامي 1032-1047 م.
| سبقه زكريا الأول | بطريرك الإسكندرية فيلوثاؤس الأول | تبعه خرستوذولس الأول |